# لاري بلاك (لاعب كرة قدم أمريكية)
لاري بلاك (بالإنجليزية: Larry Black)‏ هو لاعب كرة قدم أمريكية أمريكي، ولد في 1 ديسمبر 1989 في سينسيناتي في الولايات المتحدة.